# Hemidactylus bavazzanoi
Hemidactylus bavazzanoi este o specie de șopârle din genul Hemidactylus, familia Gekkonidae, descrisă de Lanza 1978. Conform Catalogue of Life specia Hemidactylus bavazzanoi nu are subspecii cunoscute.